# Ludovico Carbone
Ludovico Carbone (en latín Carbonius o Carbonus; Cremona, 1 de mayo de 1430 – Ferrara, 6 de febrero de 1485) fue un poeta, orador, traductor, diplomático y académico italiano.

## Biografía
Nació al interior de una familia de comerciantes, con quienes vivió una infancia que él mismo describió como pobre.
Sobre su actividad literaria, con motivo de la visita de Federico III de Habsburgo a Ferrara en 1469, Carbone le dedicó una composición de saludo solemne al que añadió doscientas oraciones y diez mil versos. Con la introducción de la imprenta incrementó sus actividades y la difusión de sus obras: en 1471 publicó en Venecia junto con Valdarfer, un comentario de Servio a Virgilio, las oraciones y cartas del cardenal Bessarion traducidas a la lengua vernácula por él, una antología de Cicerón y un epistolario pliniano.
Tradujo del griego a lengua vernácula algunas obras del arte militar de Onasandro y Eliano. El 25 de abril de 1473, fue designado orador oficial y dio instrucciones para extender un saludo ducal a los gobiernos miembros del Estado en una procesión solemne de cuatrocientas personas, dirigida por Sigismondo d'Este que partió de Ferrara. La procesión pasó por Bolonia, Florencia, Siena y Roma para terminar en Nápoles donde acompañó a Eleonora d'Aragona: Carbone fue preferido en vez de otros escritores famosos como Matteo Maria Boiardo o Niccolò da Correggio, que, sin embargo, fueron parte del desfile.
En la vejez, sufrió graves dificultades económicas debido a las consecuencias financieras sufridas por Ferrara tras la guerra contra Venecia. Todavía se dedicaba a la literatura en octubre de 1484. Murió el 6 de febrero de 1485.